# ينبوع

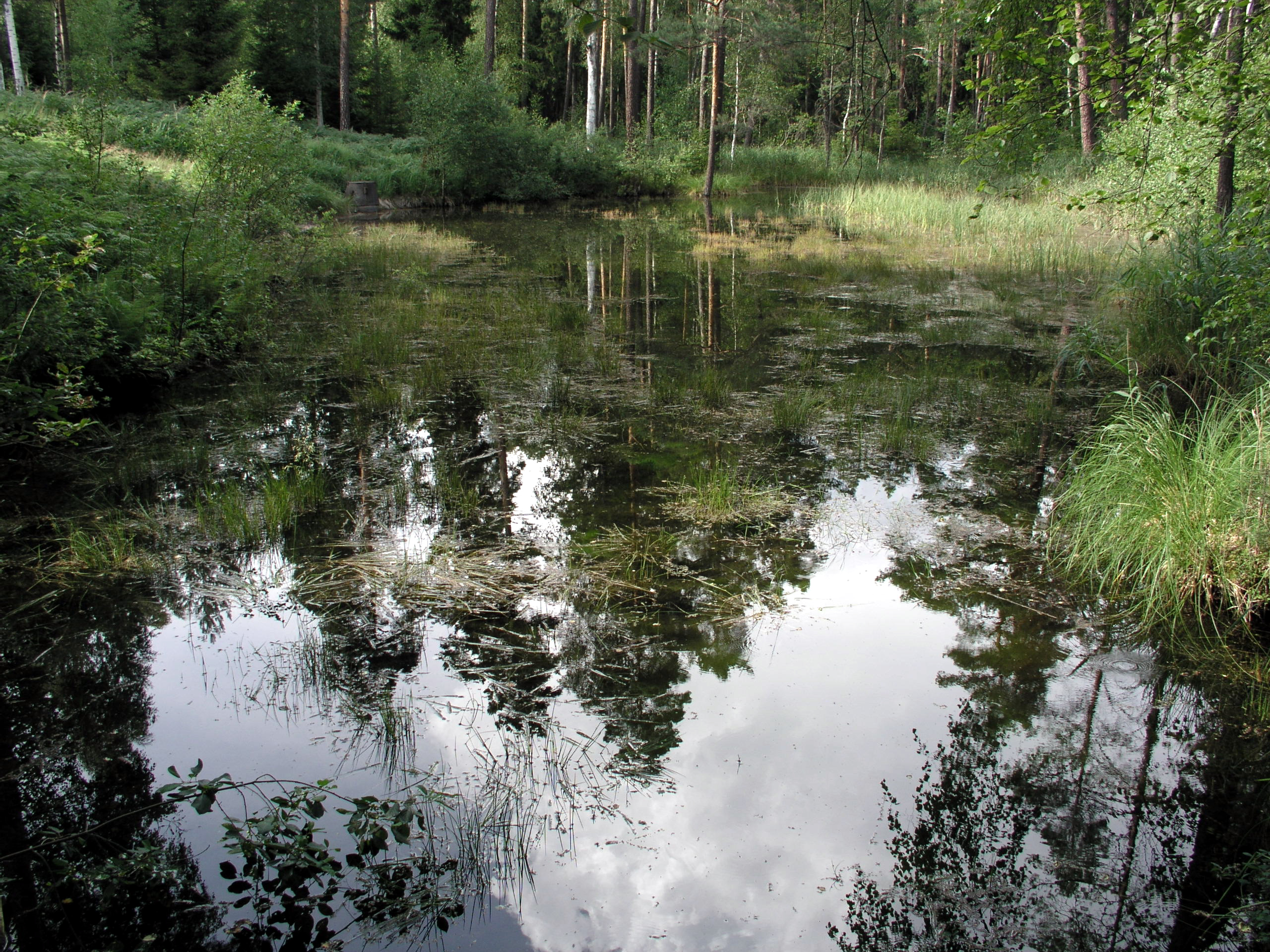
ينبوع في السويد

اليَنْبُوعُ (بفتح الياء) أو العين هو نقطة تدفّق المياه الجوفيّة خارج الأرض، حيث يقابل سطح الطبقة الجوفية السطح الأرضي. معتمد على مصدر مائي ثابت (مثل تغلغل المطر أو ذوبان الجليد تحت الأرض)، قد يكون الينبوع عابراً (متقطّعاً)، أو دائماً (مستمراً). خروج الماء من الينبوع الارتوازي قد يرتفع أعلى من قمة الطبقة الجوفية الذي يصدر منه. عندما يخرج الماء من الأرض، قد تتشكّل بركة أو تل في الجداول السطحيّة.
تصبح المعادن ذائبة في الماء حينما تتحرّك خلال الصخور تحت الأرضية. هذا يعطي طعم للماء، كما يتفقع ثاني أكسيد الكربون، اعتماداً على طبيعة طبقات الأرض. لهذا يعبّئ ماء النبع في أغلب الأحيان ويباع كماء معدني، بالرغم من أن هذا التعبير في أغلب الأحيان يوضع لغرض إعلاني غير شرعي. الينابيع التي تحتوي على الكميات الهامّة من المعادن تدعى «المنابع المعدنية» أحيانا. الينابيع التي تحتوي على الكميات الكبيرة من أملاح الصوديوم المذابة (في الغالب كربونات صوديوم) تدعى «منابع الصودا».

## انظر أيضا

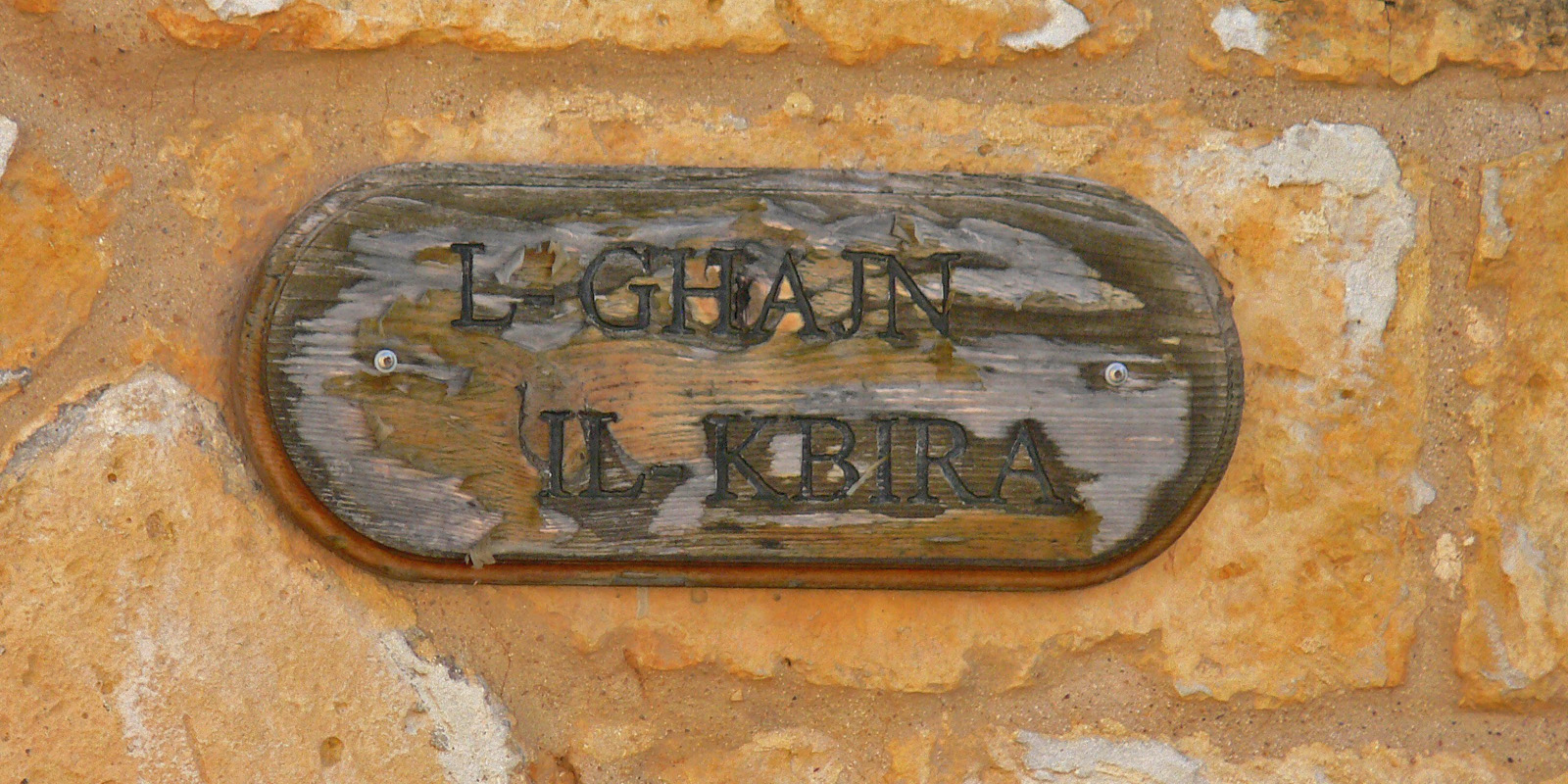
«العين الكبيرة» في مالطة